# Richard Meinertzhagen
Oberst (Colonel) Richard Henry Meinertzhagen CBE DSO (født 3. marts 1878, død 17. juni 1967) var en britisk soldat, efterretningsofficer, ornitolog and ekspert i lus fra fugle. Han var en indflydelsesrig person i sin samtid og og nød udbredt anerkendelse for sine efterforskninger og handlinger over store dele af verden i sin egenskab af såvel officer som forsker, og han befandt sig ofte i datidens store internationale brændpunkter.
Under sin militære karriere, var Richard Meinertzhagen udover sin bopæl i Storbritannien udstationeret og på missioner i Britisk Indien, Afrika samt Palæstina og Mellemøsten. I tilknytning til de militære missioner foretog han ornitologiske ekspeditioner i områder omkring de steder han var tilknyttet og udstationeret til. Under sine missioner i Østafrika blev Meinertzhagen i øvrigt af den lokale Nandi-stamme betegnet som Kipkororor (strudse-fjer) for sin vane med at stikke to strudsefjer i hatten.
Meinertzhagen var en bemærkelsesværdig personlighed, og hans selvbiografiske værker og generelle livsforløb i øvrigt har gjort ham til en så kendt personlighed, at hans person i flere tilfælde har dannet udgangspunkt for personskildringer i britiske film og TV-serier.
På trods heraf har nærmere studier af hans videnskabelige arbejder og historiske noter i øvrigt efter hans død rejst store spørgsmål om hans forskning , deriblandt at et af hans store værker Birds of Arabia fra 1954 i vid udstrækning forekommer at være baseret på ornitologens George Bates arbejder uden at han er krediteret herfor. Denne opdagelse har sammen med andre opdagelser gjort Meinertzhagen til en kontroversiel personlighed efter hans død.